# Wulfhere (roi de Mercie)
Vous lisez un « bon article » labellisé en 2016.
Pour l'archevêque, voir Wulfhere d'York.
Wulfhere est roi de Mercie de 658 jusqu'à sa mort, en 675.
Fils de Penda, Wulfhere devient roi après une révolte contre la domination northumbrienne en Mercie. Son avènement marque la fin de la suprématie d'Oswiu de Northumbrie sur le sud de l'Angleterre. Il étend son autorité sur la vallée de la Tamise aux dépens du Wessex et conquiert l'île de Wight et les régions environnantes, qu'il offre au roi Æthelwalh de Sussex. Sa domination s'étend également sur le Surrey, l'Essex et le Kent, mais pas sur la Northumbrie.
Wulfhere est le premier roi chrétien de Mercie, mais la date et les raisons de sa conversion sont inconnues. Il meurt encore jeune, probablement de maladie, et son frère Æthelred lui succède. Il est décrit dans la Vita sancti Wilfrithi comme « un homme à l'esprit fier, et à la volonté insatiable ».

## Contexte: la Mercie auVIIesiècle

L'Angleterre à l'époque de Penda, le père de Wulfhere.

Au début du VIIe siècle, l'Angleterre est presque entièrement soumise aux peuples anglo-saxons arrivés en Grande-Bretagne au Ve siècle. D'après le moine Bède le Vénérable, les Merciens sont les descendants des Angles qui se sont établis dans le nord de l'Angleterre, tandis que les Jutes et les Saxons ont colonisé le sud. Les origines du royaume de Mercie, situé dans les actuels Midlands, sont mal connues, mais les généalogies présentes dans la Chronique anglo-saxonne et la « Collection anglienne » font descendre ses rois d'un certain Icel, d'où le nom d'Iclingas parfois donné à leur dynastie. Le premier de ces rois dont l'existence est historiquement attestée est Penda, le père de Wulfhere.
Dans son Histoire ecclésiastique du peuple anglais, Bède dénombre sept rois anglo-saxons ayant exercé un imperium, ou suzeraineté, sur les autres royaumes. Le cinquième d'entre eux est Edwin de Northumbrie, qui est vaincu et tué en 632 ou 633 à la bataille de Hatfield Chase par une coalition comprenant le roi gallois Cadwallon ap Cadfan et Penda, qui n'est probablement pas encore roi de Mercie à l'époque. Après la mort d'Edwin, la Northumbrie sombre dans le chaos et les anciens royaumes de Bernicie (au nord) et de Deira (au sud) se séparent. En l'espace d'une année à peine, le neveu d'Edwin, Oswald, affronte et tue Cadwallon à la bataille de Heavenfield avant de réunifier le royaume et rétablir l'hégémonie northumbrienne sur le sud de l'Angleterre, bien que Penda lui pose vraisemblablement quelques problèmes. Oswald est à son tour vaincu et tué par Penda le 5 août 642 à la bataille de Maserfield, probablement à Oswestry dans le nord-ouest des Midlands. Penda ne figure pas dans la liste des suzerains de l'Angleterre anglo-saxonne, mais cette victoire fait incontestablement de lui le plus puissant monarque d'Angleterre de son temps. À la mort d'Oswald, la Northumbrie se divise à nouveau : son fils Oswiu monte sur le trône de Bernicie tandis qu'Oswine devint roi de Deira.

## Sources
L'Histoire ecclésiastique de Bède, achevée vers 731, constitue la principale source écrite pour cette période historique. Comme son titre l'indique, elle s'intéresse principalement à l'histoire de l'Église, mais elle offre également des informations précieuses sur les royaumes anglo-saxons païens. Pour l'écrire, Bède a bénéficié de l'aide de plusieurs correspondants en dehors de sa Northumbrie natale, mais il ne semble pas avoir eu de contacts en Mercie, sur laquelle il a moins de choses à dire que sur le Wessex ou le Kent. Une autre source majeure pour l'histoire anglo-saxonne, la Chronique anglo-saxonne, est une compilation annalistique réalisée au Wessex à la fin du IXe siècle en s'appuyant sur de nombreux textes antérieurs. Quelques informations sur Wulfhere figurent aussi dans la Vita sancti Wilfrithi, une hagiographie de Wilfrid, évêque northumbrien dont la carrière est contemporaine du règne de Wulfhere, rédigée dans le premier quart du VIIIe siècle par le prêtre Étienne de Ripon.
Le Tribal Hidage date peut-être du règne de Wulfhere. Établi avant que les plus petits peuples soient absorbés au sein des grands royaumes comme la Mercie, ce document énumère les peuples de l'Angleterre anglo-saxonne, ainsi que le nombre de hides qu'ils occupaient. Le Tribal Hidage, nécessairement élaboré après l'introduction de l'écriture par le clergé chrétien, remonte probablement au milieu ou à la fin du VIIe siècle, mais sa datation exacte est difficile, et il a été attribué aux règnes d'Edwin, Oswiu ou Offa de Mercie par divers historiens,.

## Origines
Wulfhere est le fils de Penda. L'épouse de Penda, Cynewise, est nommée par Bède, mais pas ses enfants. Dans la mesure où l'on ne connaît pas d'autre épouse à Penda, il est plausible qu'elle soit la mère de Wulfhere,. D'après la Chronique anglo-saxonne, Penda avait cinquante ans à son avènement, en 626, et aurait régné près de trente ans, mais il serait ainsi mort à quatre-vingts ans alors que ses fils Wulfhere et Æthelred sont encore jeunes à ce moment-là. Il est plus probable que Penda ait eu cinquante ans à sa mort et non à son arrivée au pouvoir,. La date de naissance de Wulfhere est inconnue, mais Bède le décrit comme un jeune homme à son avènement, en 658. On pourrait lui attribuer une quinzaine d'années à cette date, et Penda aurait donc eu près de quarante ans à sa naissance.
Wulfhere a deux frères, Peada et Æthelred, et deux sœurs, Cyneburh et Cyneswith,. Il est possible que Merewalh, roi des Magonsæte, ait également été son frère. Wulfhere se marie à une date inconnue avec la princesse Eormenhild, fille du roi du Kent Eorcenberht. Les sources les plus anciennes ne leur donnent pas d'enfants, mais un chroniqueur du XIIe siècle, Jean de Worcester, fait de Cenred (roi de Mercie de 704 à 709) leur fils. Un roitelet nommé Berhtwald, donné pour neveu d'Æthelred, pourrait aussi être le fils de Wulfhere. Enfin, un manuscrit du XIe siècle lui attribue un autre enfant : une fille, la sainte Werburgh. La Historia et Cartularium Monasterii Sancti Petri Gloucesteriæ, histoire du monastère Saint-Pierre de Gloucester datant également du XIe siècle, mentionne deux autres épouses de Wulfhere, Eadburh et Eafe, dont l'existence n'est guère plausible.

## Règne

### Avènement
En 655, Penda assiège Oswiu à Iudeu, dont la localisation est inconnue mais qui pourrait être l'actuelle ville écossaise de Stirling. Le fils d'Oswiu, Ecgfrith, est pris en otage par Penda, et le roi de Northumbrie est contraint de payer tribut pour obtenir le départ de l'envahisseur. Sur le chemin du retour, Penda est rattrapé par Oswiu, et les deux rois s'affrontent sur les berges de la Winwaed, un cours d'eau non identifié. Penda est tué et décapité par Oswiu, qui divise la Mercie en deux : il prend directement possession de la moitié nord du royaume et confie le reste à Peada, un fils de Penda qui est également son gendre.
Le règne de Peada est bref : il est assassiné le jour de Pâques 656, peut-être avec la complicité de son épouse Alhflæd,. Toute la Mercie tombe alors sous la coupe d'Oswiu, qui est le septième et dernier souverain à avoir exercé l'imperium dans la liste de Bède. L'autorité d'Oswiu sur la Mercie dépasse le cadre de la simple suzeraineté, puisqu'il y installe ses propres gouverneurs après la mort de Peada, sans passer par l'intermédiaire d'un roi vassal. Au-delà de la Mercie, l'étendue exacte du contrôle d'Oswiu sur les royaumes du sud est incertaine. Bède mentionne son amitié avec le roi d'Essex Sigeberht et son influence sur lui, mais le sud-est de l'Angleterre semble plutôt avoir été partagé entre plusieurs dominations locales, sans que l'autorité d'Oswiu ne se fasse sentir de manière très marquée.
En 658, trois chefs merciens nommés Immin, Eafa et Eadberht se révoltent avec succès contre les Northumbriens et installent sir le trône Wulfhere, jusqu'alors tenu dans un lieu secret par leurs soins. La réussite de cette rébellion est peut-être due à l'éloignement d'Oswiu, qui est alors occupé à combattre les Pictes dans le nord de son propre royaume après la mort de son neveu, le roi picte Talorgan mac Enfret, l'année précédente. Wulfhere semble s'être substitué à Oswiu en de nombreux endroits. Bède ne l'inclut pas dans sa liste de rois ayant exercé l'imperium, mais il parvient à asseoir son autorité sur le reste de l'Angleterre au sud du Humber vers le début des années 660 : son règne marque le début de la montée en puissance du royaume de Mercie,,,.

### Conversion au christianisme
Christianisée à l'époque romaine, la Grande-Bretagne est en grande partie retournée au paganisme après l'arrivée des Anglo-Saxons, à l'exception de ses franges bretonnes en Écosse, au pays de Galles et en Domnonée. Des missionnaires romains entament la conversion des Anglo-Saxons à la fin du VIe siècle, et plusieurs rois reçoivent le baptême dans la première moitié du VIIe siècle, comme Edwin de Northumbrie vers le milieu des années 620 ou Cynegils de Wessex vers 640. D'autres le refusent jusqu'à une période tardive, comme Cædwalla de Wessex, qui règne dans les années 680, ou bien Penda lui-même,.
Bède écrit qu'après l'avènement de Wulfhere, « libres sous le roi qu'ils s'étaient donné, [les Merciens] servirent joyeusement le vrai roi Jésus-Christ, pour partager avec Lui le royaume éternel. » La date et les circonstances de la conversion de Wulfhere sont inconnues. Il pourrait avoir embrassé le christianisme à la suite d'un accord avec Oswiu, ou bien lorsque son frère Peada invite une mission chrétienne en Mercie, deux ans avant la mort de Penda. Le mariage de Wulfhere avec Eormenhild rapproche la Mercie des habitants du Kent et des Francs, deux peuples liés par la religion, mais aussi par d'intenses relations commerciales. Il est donc possible que la conversion de Wulfhere ait également eu des causes politiques et économiques,.
Les relations de Wulfhere avec l'évêque Wilfrid d'York sont décrites par Étienne de Ripon dans son hagiographie du saint. Dans les années 667-669, alors que Wilfrid réside à Ripon, Wulfhere l'invite fréquemment en Mercie lorsque les services d'un évêque y sont requis et lui offre « maintes étendues de terre » où Wilfrid « fond[e] bientôt des monastères pour les servants de Dieu ». D'après la Chronique anglo-saxonne, Wulfhere dote également un monastère majeur à Medeshamstede, l'actuelle Peterborough, originellement doté par son frère Peada. L'archevêque de Cantorbéry Deusdedit (mort en 664) et l'évêque de Mercie Jaruman (entré en fonction en 663) sont présents lors de la dédicace du don de Wulfhere. Cette dotation est signée par Wulfhere et Oswiu, ainsi que par les rois d'Essex Sigehere et Sæbbi.

### Politique extérieure

Carte du sud de l'Angleterre présentant les lieux liés à Wulfhere.

#### Le Wessex et le Sussex
La montée en puissance mercienne constitue une menace pour le Wessex, dont l'autorité sur la haute vallée de la Tamise est remise en question. La Chronique anglo-saxonne signale que Wulfhere ravage Ashdown (dont l'emplacement exact est inconnu, mais se situe quelque part dans les Berkshire Downs) en 661. Vers la même période, le siège épiscopal saxon de Dorchester est divisé en deux avec la création d'un évêché à Winchester. Cette décision est vraisemblablement le résultat des progrès merciens dans la région de Dorchester, une ville devenue dangereusement proche de la frontière entre les deux royaumes. L'évêché de Dorchester est abandonné peu de temps après, probablement vers le milieu des années 660,.
C'est également en 661 que Wulfhere attaque l'île de Wight. Il ordonne au prêtre Eoppa de procéder au baptême de ses habitants ; d'après la Chronique anglo-saxonne, c'est la première fois que le baptême chrétien y est introduit. Par la suite, Wulfhere offre cette île, ainsi que le territoire voisin des Meonware, à son filleul, le roi du Sussex Æthelwalh. La dynastie locale semble s'être accommodée de cet arrangement, puisqu'elle est toujours en place au moment de l'invasion de Cædwalla de Wessex en 686,.
Bède rapporte qu'après la mort du roi Cenwalh, au début des années 670, le Wessex se fragmente et des roitelets se partagent le pouvoir, une situation qui pourrait être liée à l'activité militaire de Wulfhere dans la région. Les roitelets finissent par être vaincus et le royaume réunifié par Cædwalla ou peut-être Centwine. C'est Cædwalla qui, dix ans après la mort de Wulfhere, dirige l'expansion des Saxons de l'Ouest vers l'est, réduisant à néant une bonne partie des avancées merciennes dans la région.
En plus d'être le filleul de Wulfhere, Æthelwalh est également lié aux Merciens par son mariage : sa femme Eafe est la fille d'Eanfrith, le chef de la tribu des Hwicce, dont le territoire correspond au sud-ouest de la Mercie. Les origines du royaume des Hwicce sont incertaines : il pourrait s'agir d'une création de Penda, ou bien d'une entité préexistante tombée sous l'influence de Penda, puis de Wulfhere,. Quoi qu'il en soit, il est possible qu'Æthelwalh ait épousé Eafe à la cour de Wulfhere, où l'on sait qu'il s'est converti.

#### L'Est-Anglie et l'Essex
On ne sait quasiment rien des relations entre Wulfhere et les rois d'Est-Anglie contemporains, Æthelwald d'Est-Anglie (mort en 664) et Ealdwulf (mort en 713). Rien ne permet de dire que la domination northumbrienne sur ce royaume ait perduré après l'avènement de Wulfhere. En revanche, il est certain qu'elle a disparu dans l'Essex voisin : les deux successeurs du roi Swithhelm (également mort en 664), Sigehere et Sæbbi, sont décrits par Bède comme régnant « sous Wulfhere, roi des Merciens ». Une épidémie de peste se déclare la même année et pousse Sighere et son peuple à abjurer le christianisme ; Wulfhere réagit en envoyant son évêque Jaruman reconvertir les Saxons de l'Est. Un autre signe de la domination mercienne sur l'Essex : quelques années plus tard (entre 665 et 668), Wulfhere vend l'évêché de Londres à Wine, un prélat chassé du Wessex par Cenwealh. À cette époque, la ville de Londres n'est plus située sur le site de l'ancienne cité romaine de Londinium, mais quelques kilomètres plus à l'ouest, autour de l'actuel Strand. L'expansion qu'elle connaît à cette époque est attestée par l'archéologie et pourrait avoir débuté sous le règne de Wulfhere.

#### Le Kent, le Surrey et le Lindsey
Les lignées royales de Mercie et du Kent sont liées par le mariage de Wulfhere et Eormenhild, la fille du roi Eorcenberht. Ce dernier meurt en 664 et son fils Ecgberht lui succède jusqu'à sa propre mort, en 673. Le Kent semble alors avoir connu une période troublée, puisque le frère d'Ecgberht, Hlothhere, ne lui succède qu'après un intervalle d'une année. Par son mariage, Wulfhere est devenu l'oncle des fils d'Ecgberht, Eadric et Wihtred : il est possible qu'il soit intervenu dans la succession, voire qu'il ait lui-même gouverné le Kent pendant l'année d'interrègne.
Le Surrey est davantage une province disputée entre les royaumes voisins qu'une entité réellement indépendante. Jusqu'au début des années 670, il est contrôlé par Ecgberht de Kent. On trouve ensuite une charte par laquelle Wulfhere confirme une donation faite à l'évêque de Londres Earconwald par le roitelet du Surrey Frithuwold, probablement beau-frère du roi de Mercie, dont l'autorité s'étend peut-être au nord dans l'actuel Buckinghamshire,. Cette charte, réalisée à Thame, date d'entre 673 et 675, et c'est probablement la mort d'Ecgberht qui entraîne l'intervention de Wulfhere. Un témoin nommé Frithuric apparaît sur une charte du règne du successeur de Wulfhere, Æthelred, concernant une dotation à l'abbaye de Peterborough. Il pourrait s'agir d'un membre de la famille de Frithuwold (l'allitération des noms est fréquente dans les dynasties anglo-saxonnes), qui serait alors un noble issu des Angles du Milieu placé sur le trône du Surrey par Wulfhere. Trois autres roitelets, Osric, Wigheard et Æthelwold, apparaissent comme témoins sur cette charte. Leurs royaumes ne sont pas identifiés, mais la charte mentionne Sonning, une province située dans l'est de l'actuel Berkshire, et il est possible qu'un de ces sous-rois ait régné sur les Sunningas, le peuple de cette province. Cela impliquerait également que Wulfhere dominait cette région à l'époque.
Des informations d'ordre religieux impliquent que l'influence de Wulfhere s'étend également sur les Lindesfara, dont le royaume correspond à l'actuel Lincolnshire. Ce territoire est placé sous l'autorité de Wynfrith, qui devient évêque des Merciens à la mort de Chad, en 672,. L'autorité épiscopale de Chad lui-même s'étend peut-être sur le Lindsey, car on sait par ailleurs que l'évêque a reçu des terres de Wulfhere à Barrow upon Humber, dans le Lindsey, pour y fonder un monastère. Les bases politiques de la domination ecclésiastique mercienne sur les Lindesfara ont pu être posées dès le début du règne de Wulfhere, à l'époque de Trumhere et Jaruman, les deux prédécesseurs de Chad.

### Défaite et mort
En 674, Wulfhere lance une attaque contre Ecgfrith, le fils d'Oswiu. Il se trouve clairement en position de force : Étienne de Ripon déclare qu'il « souleva toutes les nations du sud contre [la Northumbrie] ». Cet affrontement n'est pas relaté par Bède, ni par la Chronique anglo-saxonne. D'après Étienne, il se solde par une défaite de Wulfhere, qui est contraint de céder le Lindsey et de payer tribut à Ecgfrith,.
Wulfhere a beau survivre à la bataille, son autorité sur le sud de l'Angleterre n'en ressort pas indemne. L'année suivante, il doit affronter un roi du Wessex, Æscwine, à Biedanheafde. L'emplacement de cette bataille est inconnu, tout comme son issue. Le chroniqueur du XIIe siècle Henri de Huntingdon, qui décrit Wulfhere comme ayant hérité de « la bravoure de son père et de son grand-père », affirme que les Merciens sortent vainqueurs de cette « terrible bataille ». Néanmoins, l'historien D. P. Kirby estime qu'elle marque la fin de l'ascendant mercien sur les Saxons de l'Ouest. Wulfhere meurt plus tard la même année, en 675, à l'âge de trente-cinq ans environ. Henri de Huntingdon affirme qu'il est mort de maladie.
Le frère de Wulfhere, Æthelred, lui succède sur le trône. Durant son règne, qui dure près de trente ans, il parvient à reconquérir le Lindsey, mais il se montre dans l'ensemble incapable de préserver l'autorité mercienne sur les autres royaumes du sud de l'Angleterre. La veuve de Wulfhere, Eormenhild, semble être devenue abbesse d'Ely après sa mort.